# Микола Нанков Ненчев
Микола Нанков Ненчев (Николай Нанков Ненчев) (нар. 11 серпня 1966, Ямбол, Болгарія) — болгарський політик, дипломат. Міністр оборони Республіки Болгарія (2014—2017).

## Біографія
Закінчив Софійський університет Святого Климента Охридського, де вивчав право, політологію та міжнародні відносини.
З 1989 року був головою Незалежної студентської асоціації, брав участь у відновленні Болгарського землеробського народного союзу. У 1992 році увійшов до складу Правління БЗНС, а з 1994 року — голова Спілки сільськогосподарської молоді. З 1997 по 2002 рік він був керівником апарату віце-президента Тодора Кавалджиєва. Після цього був заступником голови Асоціації євроінтеграції. Був координатором Програми транскордонного співробітництва та європейської інтеграції для Південно-Східної Європи. З 2003 року викладає в Новому болгарському університеті як асистент. У 2011 році став головою БЗНС. Депутат 43-ї Національної асамблеї.
З 7 листопада 2014 року по 26 січня 2017 року був міністром оборони Республіки Болгарія.
З 2 вересня 2024 року — Повноважний міністр, повірений у справах Болгарії в Україні.